# Ancylistes biacutoides
Ancylistes biacutoides là một loài bọ cánh cứng thuộc họ Xén tóc. Loài này được Stephan von Breuning mô tả năm 1970.  Loài này có ở Madagascar.